# Mariglianella
Mariglianella ist eine Gemeinde mit 7938 Einwohnern (Stand 31. Dezember 2023) in der Metropolitanstadt Neapel, Region Kampanien. Die Nachbarorte von Mariglianella sind Brusciano und Marigliano.

## Bevölkerungsentwicklung
Mariglianella zählt 2060 Privathaushalte. Zwischen 1991 und 2001 stieg die Einwohnerzahl von 5393 auf 6199. Dies entspricht einem prozentualen Zuwachs von 14,9 %.